# フォートレス・インベストメント・グループ
フォートレス・インベストメント・グループ（英: Fortress Investment Group LLC）は、アメリカの投資運用会社。バイアウト・ファンドビジネスを中心に、経営破綻懸念のある企業の株式や債券などに投資するディストレス投資を主軸とする。

## 概要
上場ヘッジファンド運用会社としてブラックロック出身のウェスリー・エデンズとUBS出身のロバート・カウフマンとランダル・ナードンらによって設立されたアメリカの投資会社。2002年にはゴールドマン・サックスからピーター・ブリガーが移籍。かつては連邦住宅抵当公庫出身のダニエル・マッドが2009年8月よりCEOを勤めていたが、サブプライムローン問題に関連して証券取引委員会から提訴され2012年1月24日に辞任している。2017年12月27日にソフトバンクグループの傘下（子会社）となるが、対米外国投資委員会はソフトバンクグループの業務関与を制限しており所有にとどまっている。
2001年時点の運用資産額は12億ドルだったが、その後5年間で260億ドルにまで拡大したと紹介されている。2016年9月30日時点の運用資産は約701億ドル。フォートレス・リアル・エステート・アジア合同会社（現：フォートレス・インベストメント・グループ・ジャパン合同会社）のCIOであるThomas W. Pulleyは2011年3月のインタビューに対し日本について「世界的にも有数な、恵まれた不動産投資環境」とコメントしており、2016年固定金利の大半がマイナスに陥った際には「マイナス金利の目的はファイナンスのコストを下げることだけでなく市場のアニマル・スピリッツに火を付ける」と評価している。
日本国内では不動産を中心に投資しており、子会社Calliope合同会社を通じてインヴィンシブル投資法人をスポンサーとして運用している。
2023年5月23日、ソフトバンクグループは本企業をアラブ首長国連邦の政府系ファンドであるムバダラ・インベストメントと本企業の経営陣に売却することで合意したと発表した。

## 知的財産ビジネス
ノキアやドイツテレコムやAppleと係争したパテント・トロールで知られるドイツのIPComの支援企業であり、50％近くを保有しているとされている。2014年にはInventergy Globalにも資金提供し、2017年にはMarathon Patent Groupといった知的財産管理会社ともライセンス契約している。

## 日本国内における主な沿革
- 2006年
  - 11月 - フォートレス・リアル・エステート・アジア合同会社（現：フォートレス・インベストメント・グループ・ジャパン合同会社[11]）設立。
  - 12月19日 - 野村ホールディングスが1,040億円でフォートレスインベストメントの株式15％を取得[12]。
- 2009年 - 日本国内で不動産投資を本格的に開始[13]。
- 2010年7月8日 - BNPパリバよりダヴィンチ・ホールディングスの債権を取得し、実質的傘下に加える[14][15]（なお2014年3月14日に弁済完了済[16]）。
- 2011年7月15日 - 子会社Calliope合同会社等がJ-REITのインヴィンシブル投資法人に70億の第三者割当増資[17]。事実上傘下に加えるとともに運用会社コンソナント・インベストメント・マネジメントを完全子会社化[18]。
- 2012年6月 - ウイークリーマンション東京（現：マイステイズ・ホテル・マネジメント）を買収
- 2013年
  - 7月31日 - シェラトン・グランデ・トーキョーベイ・ホテルを420億円で取得[19]。
  - 12月6日 - 子会社Rayo合同会社等がインヴィンシブル投資法人に30億の第三者割当増資[20]。
- 2014年
  - 2月13日 - 野村ホールディングス保有の持ち株12％を370億円で買い戻した[21]。
  - 10月29日 - Monza特定目的会社を通じてアメイズより別府亀の井ホテルを取得[22]
  - 12月11日 - Raetia特定目的会社を通じて加森観光よりアートホテルズ札幌を取得[23]。
- 2015年
  - 2月13日 -  Florentia特定目的会社を通じてロイヤルホテルよりリーガロイヤルホテル京都を取得[24]。
  - 7月31日 - Ganges特定目的会社がORC200を条件付一般競争入札により86億2,100万円で落札[25]。
  - 10月1日 - JR北海道ホテルズよりロワジールホテル旭川（現：アートホテル旭川）を取得[26]。
- 2016年
  - 3月1日 - マイステイズ・ホテル・マネジメントがナクアホテル&リゾーツマネジメント及びアートホテルズを子会社化[27]。
  - 8月25日 - 恵庭開発より函館国際ホテルを取得[28]。
- 2017年
  - 1月31日 - 全国民間賃貸サービス合同会社（アタミ合同会社）が独立行政法人高齢・障害・求職者雇用支援機構より西日本27府県の旧雇用促進住宅626箇所、1,638棟、59,904戸を366億2,200万円で取得[29]。
  - 2月6日 - 旧雇用促進住宅の入居者募集に関してアパマンショップサブリースと業務提携[30]。
  - 7月28日 - 東日本民間賃貸サービス合同会社が高齢・障害・求職者雇用支援機構より東日本20都道県の旧雇用促進住宅523物件1,271棟を248億2482万6,000円で取得[31]。
  - 9月26日 - シェラトン・グランデ・トーキョーベイ・ホテルをGICとインヴィンシブル投資法人へ約1,000億円で売却[32]。
  - 11月29日 - フォートレス・バリュー・プロパティーズ・ホールディングス合同会社を通じて三菱マテリアル不動産を取得することで合意[33]。
  - 12月27日 - 約33億ドルでソフトバンクグループの子会社となる[34]。
- 2018年2月28日 - 三菱マテリアル不動産を子会社化予定。取得金額は非公表だが数百億円規模とみられる[35]。
- 2019年10月30日 - GLPから400億円台後半で物流施設3物件を取得[36]。
- 2020年
  - 2月27日 - 川崎重工業グループの寮・社宅の不動産・事業を承継するFHK株式会社の株式の過半を取得することを発表[37]。
  - 9月30日 - 賃貸住宅大手レオパレス21へ総額572億円の出資と融資での支援を発表[38]
- 2021年11月16日 - ゴルフ場最大手アコーディア・ゴルフを約4000億円で買収[39]
- 2022年11月21日 - 熱海市の老舗ホテルを運営してきたACAO SPA & RESORTから、ホテル事業を取得することを発表。対象となる HOTEL ACAO ANNEX と HOTEL ACAO の運営は、系列のマイステイズ・ホテル・マネジメントが引き継ぐ[40]。
- 2023年9月1日 - セブン&アイ・ホールディングスからグループ内で百貨店を運営するそごう・西武の全株式を2200億円で取得[41]。
- 2024年
  - 5月 - セガサミーホールディングスから宮崎市の大型リゾート施設「フェニックス・シーガイア・リゾート」を運営しているフェニックスリゾートの全株式を取得[42][43]。
  - 9月9日 - スパリゾートハワイアンズを運営している常磐興産に対して2回の株式公開買付け（TOB）により、全株式を取得する予定であることを発表[44]。
- 2025年
  - 7月1日 - 子会社のマイステイズ・ホテル・マネジメントがアイコニア・ホスピタリティへ社名変更[45]。

## 日本における主な子会社
- インヴィンシブル投資法人（スポンサー）
- シェラトン・グランデ・トーキョーベイ・ホテル（間接保有）
- ブルーホライゾン債権回収
- アイコニア・ホスピタリティ（旧：マイステイズ・ホテル・マネジメント）
  - ナクアホテル&リゾーツマネジメント
- ビレッジハウス・マネジメント（ビレッジハウス運営会社）
- レオパレス21
- アコーディア・ゴルフ
- そごう・西武
- シーガイア

## 海外における主な沿革
- 1998年1月1日 - Fortress Investment Group LLC設立。
- 1999年
  - 8月6日 - AMRESCO（英語版）へ150万ドルの出資および傘下のImpac Commercialの統合でAMRESCOの15％を取得[46]。
  - 12月9日 - Capstead Mortgage Corporationの約19％を5,120万ドルで取得[47]。
- 2000年9月8日 - Capstead Mortgage Corporationを31.2%まで買い増し[48]。
- 2001年7月4日 - AMRESCOが連邦倒産法第11章を申請[49]。
- 2002年4月30日 - 破綻したタワー会社のPinnacle HoldingsをGreenhill Capitalと共同で取得しGlobal Signalに改称[50]。
- 2003年
  - 6月1日 - Green Tree Servicingを買収[51]。
  - 6月6日 - Capstead Mortgage Corporationの持ち分を売却[52]。
  - 10月23日 - Simon Storageの株式の50％をPatron Capital（英語版）から852万ポンドで取得[53]
- 2004年
  - 7月16日 - Gagfah（ドイツ語版）を21億ユーロで買収[54]。
  - 10月29日 - 航空機リースのAircastle（英語版）設立。
- 2005年
  - 1月18日 - WestLB（ドイツ語版）よりテレビリースのBoxclever（英語版）をサーベラス・キャピタル・マネジメントと共同買収[55]。
  - 5月11日 - Leonard Green & Partners（英語版）からLiberty Group Publishingを5億2,700万ドルで買収しGateHouse Media（英語版）に改称[56]。
  - 10月4日 - Simon StorageをInter Pipeline（英語版） Fundに1億2,000万ポンドで売却[57][58]。
- 2006年
  - 2月1日 - カーライル・グループよりCarlisle Leasingを買収[59]。
  - 5月9日 - GateHouse MediaがHeritage PartnersからEnterprise NewsMedia Holdingを取得[60]（GateHouse Media系列の新聞一覧（英語版））。
  - 7月14日 - Centex Home Equityを買収しNationstar Mortgage（英語版）と改称[61]。
  - 8月8日 - AircastleをIPOで売り出し[62]。
  - 8月11日 - リゾート開発のIntrawest（英語版）を18億1,000万ドルで買収[63]。
  - 10月5日 - Global SignalをCrown Castle（英語版）に40億ドルで売却[64]。
  - 10月25日 - GateHouse MediaのIPOにより60%に低下[65]。
  - 11月15日 - 鉄道事業者のRailAmerica（英語版）を11億ドルで買収[66]。
- 2007年
  - 1月16日 - Holiday Retirement（英語版）を買収[67]。
  - 2月9日 - ニューヨーク証券取引所に上場。売り出し価格は1株18.50ドル[68]。
  - 3月1日 - Nationstar MortgageがKeyBank（英語版）よりChampion Mortgageを買収[69]。
  - 4月4日 - 再保険会社Alea Group Holdingsを1億6200万ポンドで72.4％取得[70][71]。
  - 4月20日 - Interpool,Inc（NYSE：IPX）を24億ドルで取得し上場廃止[72]。コンテナ事業を分離し子会社Seacastle Chassisを設立[73]。
  - 5月9日 - フロリダ東海岸産業（英語版）（NYSE：FLA）とFlagler Development（英語版）を35億ドルで買収[74]。
  - 6月15日 - カジノ運営のPenn National Gaming（英語版）をCenterbridge Partners（英語版）と共同で61億ドルのレバレッジド・バイアウト[75]。
  - 6月27日 - Green Tree ServicingをCentrebridge Partnersに売却[76]。
  - 9月21日 - Nationstar Mortgageが仲介業者を通じたローン申請を停止（サブプライム住宅ローン危機）[77]。
  - 10月31日 - EnergySouth Midstreamへガス貯蔵プロジェクトMississippi Hubの60％を1億4,000万ドルで売却[78]。
  - 11月1日 - Carlisle LeasingとInterpoolを統合しSeacastle Container Leasingに改称[79]。IPOを計画するが後に撤回[80]。
  - 11月2日 - カーライル・グループおよびRiverstone Holdings（英語版）より再生可能エネルギーのKramer Junctionを3億2,000万ドルで買収[81][82]。
  - 12月1日 - Mapeley Estatesの約50%を取得[83]。
- 2008年7月3日 - Penn Nationalのレバレッジド・バイアウトを破棄、14億7,500万ドル支払い[84]。
- 2009年
  - 2月25日 - センプラ・エナジーにMississippi Hubの残り40％を8,400万ドルで売却[85]。
  - 4月17日 - Mapeleyの75％を4,500万ポンドで取得し上場廃止[86]。
  - 10月13日 - RailAmericaをIPOで売り出し。
- 2010年
  - 2月16日 - Guggenheim Partners（英語版）よりLogan Circle Partnersを2,100万ドルで取得[87]。
  - 2月17日 - Logan Circle Partners買収[88]。
  - 7月1日 - Cwcapital Realty Trustを含むCW Financial Servicesを買収[89]。
  - 8月5日 - Seacastleがシャーシリースの子会社Seacastle ChassisをTRAC Intermodalに改称[90]。
  - 8月11日 - アメリカン・インターナショナル・グループよりformerly American General Financeの80％を取得し[91]、Springleaf Financeに改称[92]。
  - 10月27日 - Seacastleがコンテナリースの子会社を分離しSeaCube Container Leasingとして設立しIPOを発表[93]。
- 2011年
  - 5月5日 - BoxcleverをWeight Partnersに売却[94]。
  - 7月18日 - BAe Systems Regional Aircraftの一部事業を1億8,700万ドルで取得し航空機リース会社Falko Regional Aircraft Limited設立[95]。
  - 8月8日 - Harbinger Group（英語版）の株式の約16％を4億ドルで取得[96]。
- 2012年
  - 3月8日 - Nationstar Mortgageが上場[97]。
  - 5月14日 - Nationstar MortgageがAlly Financialのプレパッケージ型事業再生で[98]GMAC ResCap（英語版）（Residential Capital）より住宅ローン債権回収権を取得[99][100]。
  - 6月6日 - Nationstar Mortgageがバンク・オブ・アメリカより104億ドルの住宅ローン債権を取得[101]。
  - 6月29日 - Aurora Bank（英語版）より住宅ローン債権回収権を637億ドルで取得[102]。
  - 12月30日 - Simon Storageを買収[103]。
- 2013年
  - 1月7日 - Nationstar Mortgageがバンク・オブ・アメリカより2,150億ドルの住宅ローン債権を13億ドルで取得[104][105]。
  - 1月20日 - SeacastleがOntario Teachers' Pension Plan（英語版）にSeaCubeを売却[106]。
  - 2月26日 - Umami Burger（英語版）へ2,000万ドル出資[107]。
  - 5月30日 - Eurocastle Investment Limitedの10.46％を保有[108]。
  - 6月3日 - Nationstar MortgageがGreenlight Financial Servicesを買収[109]。
  - 7月3日 - IPComとドイツテレコムの特許問題が和解[110]。
  - 9月10日 - Alea Group HoldingsをCatalina Holdingsに売却[111]。
  - 9月27日 - 旧ゼネラルモーターズとのGeneral Motors Nova Scotia Finance債権訴訟が和解[112]。
  - 9月27日 - GateHouse Mediaが連邦倒産法第11章により倒産しNew Media Investmentに再編[113][114]。
  - 10月16日 - Springleaf FinancialがIPO[115]。
- 2014年
  - 1月21日 - Railroad Acquisition Holdings（英語版）を通じて、Central Maine and Quebec Railway（英語版）を1570万ドルで落札[116]。
  - 3月13日 - ビットコイン保管会社のXapoに2,000万ドル出資[117]。
  - 4月16日 - ウェズリー・エデンスがアベニュー・キャピタルのマーク・ラスリーとNBAミルウォーキー・バックスを5億5,000万ドルで共同買収[118]。
  - 5月8日 - Nationstar MortgageがReal Estate Digitalを1,800万ドルで買収[119]。
  - 5月27日 - Brookdale Senior Living（英語版）の株式を売却[120]。
  - 6月10日 - Gagfahの持ち分をすべて売却[121]。
  - 7月8日 - Pacific Convenience＆Pels of PleasantonよりUnited Oilを買収[122]。United Pacificに改称[123]。
  - 10月2日 - Inventergy Global（OTCQB：INVT）に1,100万ドル貸与[124]。
  - 10月17日 - Newcastle InvestmentがNew Senior Investment Group（英語版）をスピンオフ[125]。
  - 11月21日 - Nationstar MortgageがTitle365の運営会社Experience 1 Inc.を3,600万ドルで買収[126]。
  - 12月9日 - クラウドサーバのDigitalOcean（英語版）に5,000万ドル融資[127]。
  - 12月19日 - SeacastleがTRAC Intermodalの売却検討[128]。
- 2015年
  - 2月12日 - EurocastleがウニクレディトよりUniCredit Credit Management Bankを5億3,000万ユーロで取得しdoBank（イタリア語版）に改称[129]。
  - 3月3日 - SpringleafがシティグループよりOneMain Financial（英語版）を42.5億ドルで買収しOneMain Holdingsに変更[130]。
  - 3月12日 - 配車アプリのLyftへ出資（楽天がリードするシリーズEラウンドに参加）[131]。
  - 5月14日 - 輸送関連投資子会社Fortress Transportation and Infrastructure Investors LLCがIPO（NYSE：FTAI）[132]。
  - 10月6日 - Douglas Merrill（英語版）が起ち上げた与信審査のZestFinanceに1億5,000万ドル融資[133]。
  - 10月13日 - マクロファンド閉鎖。Michael Novogratz（英語版）が退職[134][135]。
- 2016年
  - 2月8日 - Cash Converters International（英語版）に1億ドル融資[136]。
  - 3月1日 - TRAC IntermodalがInterstar Fleet Servicesを買収[137]。
  - 3月29日 - SeacastleがTRAC Intermodalの売却またはIPOを検討[138]。
  - 7月15日 - doBankがItalfondiarioの100％を取得[139][140]。
  - 10月1日 - Springleaf FinancialがOneMain Financialに名称変更（NYSE：OMF）[141]。
  - 11月10日 - doBankによるItalfondiario（イタリア語版）の買収手続き完了[142]。
  - 12月23日 - Inventergy Globalと知的財産ライセンスに関する契約を締結[124]。
- 2017年
  - 1月1日 - Newcastle InvestmentがDrive Shackへ商号変更（NYSE:DS）[143]。
  - 2月15日 - ソフトバンクグループによる買取価格1株8.08ドルの買収提案を受け入れ[144]。
  - 3月29日 - フロリダ東海岸鉄道を21億ドルでグルポ・メヒコへ売却[145]。
  - 4月10日 - IntrawestをAspen Skiing Company（英語版）に15億ドルで売却[146]。
  - 5月11日 - DBD Credit Fundingを通じてMarathon Patent Group（NASDAQ：MARA）と知的財産ライセンスに関する契約を締結[147]。
  - 6月12日 - Falko系のTriangle HoldingsがNorsk Titanium（ノルウェー語版）へ戦略的投資[148]。
  - 7月7日 - 債券資産運用部門のLogan Circle Partnersをメットライフへ2億5,000万ドルで売却[149]。
  - 7月14日 - doBankのIPOに伴いEurocastle Investmentの持ち分の44.3％を売り出し[150]。
  - 7月18日 - 住宅ローンのColony American Financeを買収（CoreVest American Financeへ改称）[151]。
  - 8月11日 - Eurocastle Investment Limitedの17.73％を保有[108]。
  - 8月21日 - Nationstarはブランド名をMr. Cooperに改称[152]。
  - 10月25日 - Direct ChassisLinkにTRAC Intermodalを売却[153]。
  - 11月27日 - 融資フィンテックのMoneyMeに1億2,000万ドル融資[154]。
  - 12月23日 - 血液検査のTheranosに1億ドル融資し4％の議決権獲得[155]。
  - 12月27日 - ソフトバンクグループによる買収手続き完了に伴い上場廃止。26日終値は7.85ドル。
- 2018年
  - 1月13日 - Florida East Coast Industries傘下のAll Aboard Floridaがフロリダで高速鉄道ブライトライン開業[156]。
  - 1月23日 - ジャレッド・クシュナー大統領上級顧問のKushner Companiesに5,700万ドル融資[157]。
  - 5月19日 - All Aboard Floridaの高速鉄道ブライトラインがマイアミ中央駅まで延伸[158]。
  - 5月21日 - ソフトバンクグループより知的財産活動費用として4億ドルの資金を調達[159]。
  - 6月19日 - ローミングサービスのiPASS（NASDAQ：IPAS）に2,000万ドル融資[160]。
- 2019年
  - 8月2日 - 英国最大のワイン専門小売店Majestic Wineの小売事業を9500万ポンドで買収。Majesticブランドを手放した旧Majestic Wine社は残るブランドNaked Winesに商号変更[161]。
  - 8月6日 - New Media Investment Group傘下のGateHouse MediaがUSAトゥデイ等を運営するガネット・カンパニーを13億8000万ドルで買収し経営統合[162]。
  - 10月14日 - 住宅ローンのCoreVest American Finance Lenderを4億9000万ドルで売却[163]。
  - 10月21日 - 特許主張団体（PAE：Patent Assertion Entities）への出資に関してインテルより訴訟を提起される[164]。

## 海外における主な子会社
- Corevest American Finance Lender LLC
- CW Financial Services LLC
- doBank S.p.A.（BIT:DOB）
- Eurocastle Investment Limited（AMS:ECT）
- Falko Regional Aircraft Limited
- Florida East Coast Industries, LLC
  - All Aboard Florida
- Harbinger Group Inc.（NYSE：HRG）
- Holiday Retirement Corp.
- Nationstar Mortgage Holdings Inc.（NYSE：NSM）
- Drive Shack Inc.（NYSE：DS）
- New Media Investment Group, Inc.（NYSE：NEWM）
  - GateHouse Media Inc.
  - Gannett Co., Inc.
- New Residential Investment Corp.（NYSE：NRZ）
- New Senior Investment Group Inc.（NYSE：SNR）
- OneMain Financial（NYSE：OMF）
- Railroad Acquisition Holdings, LLC
- Seacastle Container Leasing LLC

## その他出資先
- DigitalOcean, Inc.
- Lyft, Inc.
- Xapo Holdings Ltd.
- ZestFinance, Inc.

## かつての関連会社
- Aircastle Ltd.
- Alea Group Holdings (Bermuda) Ltd.
- AMRESCO Inc.
- Brookdale Senior Living Inc.
- Boxclever Ltd
- Capstead Mortgage Corp.
- Florida East Coast Railway Corp.
- Gagfah S.A.
- Global Signal Inc.
- Green Tree Servicing LLC,
- Intrawest Resorts Holdings, Inc
- Logan Circle Partners, L.P.
- RailAmerica, Inc.
- SeaCube Container Leasing Ltd.
- Simon Storage Ltd.
- TRAC Intermodal LLC.